# Athini, Arkalgud
Athini là một làng thuộc tehsil Arkalgud, huyện Hassan, bang Karnataka, Ấn Độ.